# Santa Rosa de Lima, Guanajuato
Santa Rosa de Lima är en ort i Mexiko.   Den ligger i kommunen Acámbaro och delstaten Guanajuato, i den centrala delen av landet, 180 km väster om huvudstaden Mexico City. Santa Rosa de Lima ligger 2 009 meter över havet och antalet invånare är 138.
Terrängen runt Santa Rosa de Lima är kuperad norrut, men söderut är den platt. Runt Santa Rosa de Lima är det ganska tätbefolkat, med 144 invånare per kvadratkilometer. Närmaste större samhälle är Acámbaro, 14,7 km söder om Santa Rosa de Lima. Trakten runt Santa Rosa de Lima består till största delen av jordbruksmark.